# Protosuberites sisyrnus
Protosuberites sisyrnus är en svampdjursart som först beskrevs av De Laubenfels 1930.  Protosuberites sisyrnus ingår i släktet Protosuberites och familjen Suberitidae. Inga underarter finns listade i Catalogue of Life.